# Ilhas Reef

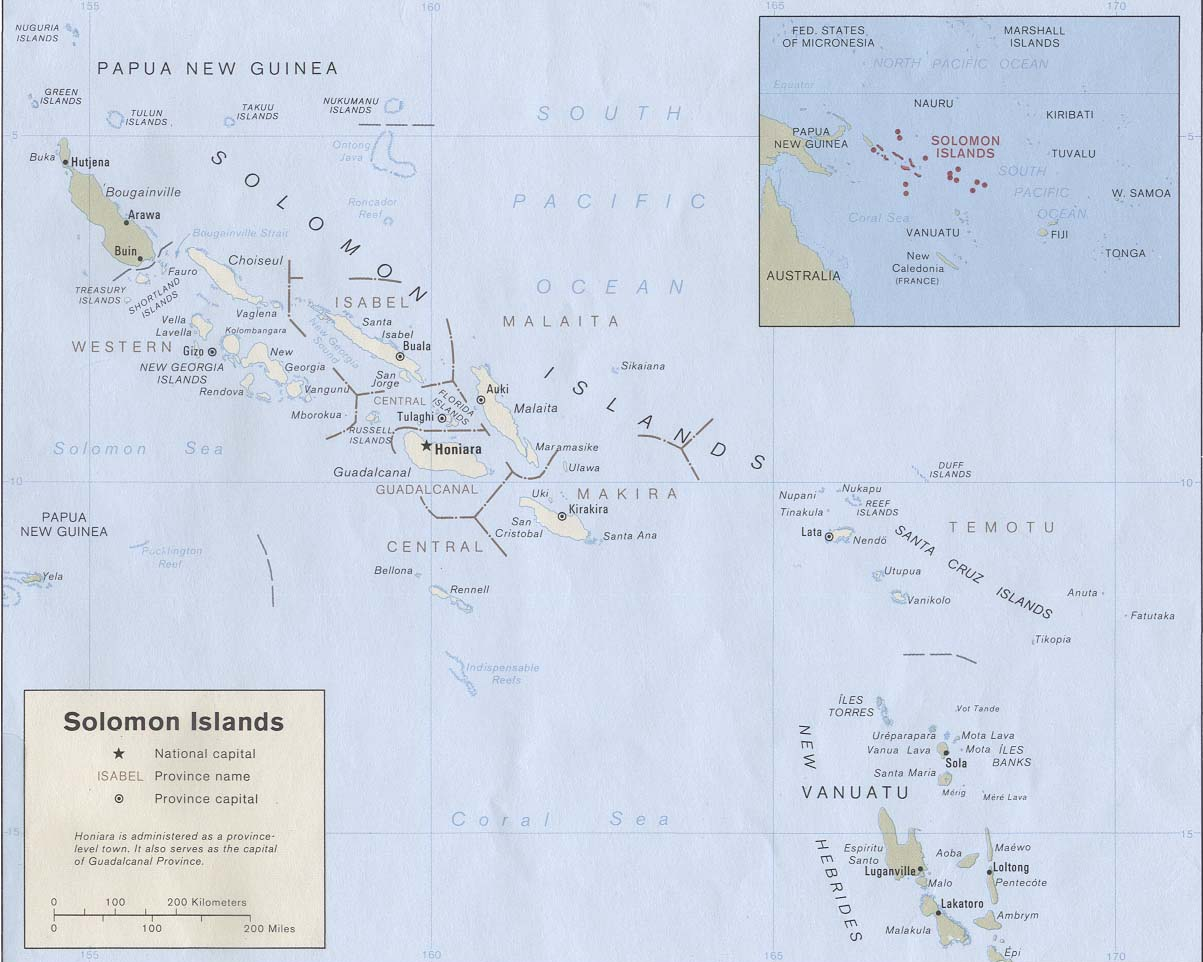
Mapa das Ilhas Salomão

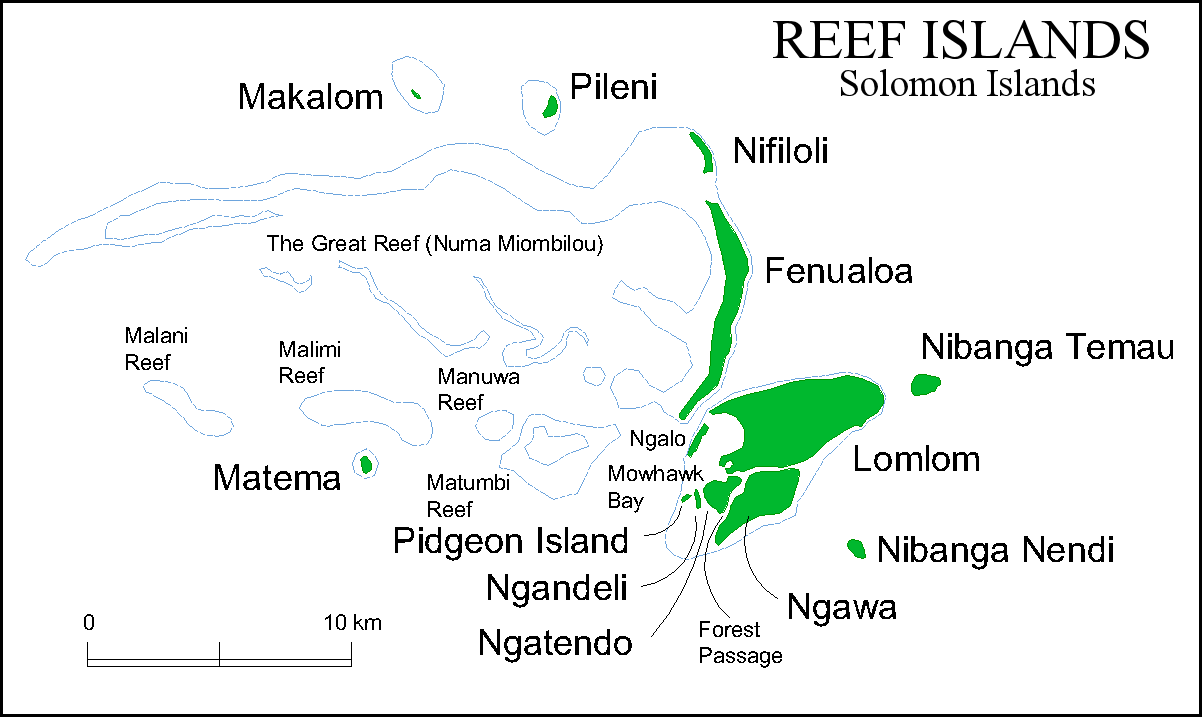
Mapa do arquipélago das Ilhas Reef

As Ilhas Reef são um arquipélago das Ilhas Salomão localizado na província de Temotu. Também são conhecidas como Ilhas Swallow e Ilhas Matema.
Fazem parte das ilhas Reef:
- Lomlom
- Nifiloli
- Fenualoa
- Ngalo
- Ngawa
- Ngandeli
- Grimbanga Temoa
- Grimbanga Nende
- Illa Matema
- Ngatendo
- Ilha Pigeon

Miombilou Numa ou "Gran Arrecife" é um grupo continuo, que se estende por 25 km a oeste de Nifiloli. Perto de 10 km a sul deste grupo há 4 pequenos recifes de coral:
- Malani
- Malim
- Manuwa
- Matumbi

Separadas destes grupos estão as chamadas ilhas exteriores":
- Nalongo e Nupani, a aproximadamente 75 km a noroeste do grupo principal.
- Nukapu que se situa a uns 35 km a noroeste do grupo principal.
- Makalom uns 17 km a noroeste do grupo principal.
- Pileni ao redor de 9 km a noroeste do grupo principal.
- Patteson Shoal a uns 100 km do grupo principal

Este grupo de ilhas é invulgar, já que os habitantes da maioria das ilhas fala o Äiwoo, um dialeto da Melanésia, enquanto que em Pileni, Matema, Nupani e Nukapu, falam Pileni, ou línguas polinésias atípicas. Os polinésios crê que são descendentes dos habitantes do norte de Tuvalu.
A povoação total das ilhas é de aproximadamente 5600 habitantes segundo estimativas de 2003.